# Naturschutzgebiet Damberg und Uentroper Mark
Das Naturschutzgebiet Damberg und Uentroper Mark mit einer Flächengröße von 128,3 ha liegt nordwestlich von Oeventrop im Stadtgebiet von Arnsberg im Hochsauerlandkreis. Es wurde 2021 mit dem Landschaftsplan Arnsberg durch den Kreistag des Hochsauerlandkreises als Naturschutzgebiet (NSG) ausgewiesen. Das NSG besteht aus zwei Teilflächen. Von 1998 bis 2021 war das heutige NSG Teil vom Landschaftsschutzgebiet Arnsberg. Das NSG grenzt im Norden direkt das Naturschutzgebiet Arnsberger Wald (Arnsberg) an.

## Gebietsbeschreibung
Im NSG umfasst große Laubwaldbereiche, die überwiegend aus Buchenwald und weniger Buchen-Eichenwald bestehen. Im NSG befinden sich Fließgewässersysteme mit naturnahen Quellen und Bächen. Der Landschaftsplan führt zum Wald aus: „Der Wald besteht aus heterogen strukturierten Buchenbeständen. Teilbereiche weisen flächig Bäume im Starkholzalter auf. Es kommen neben reinen Buchenwälder auch Buchenmischwälder mit Beimischung von Ahorn, Eiche, Fichte und Lärche vor. Eine Strauchschicht fehlt im Allgemeinen oder ist nur gering ausgebildet. Flächenweise besteht eine sich gut entwickelnde Naturverjüngung der Buche, darunter auch Fichten. Das Arteninventar der gering bis mässig entwickelten Krautschicht entspricht einem artenarmen Hainsimsen-Buchenwald. Die Bäche des Gebietes befinden sich weitgehend in einem unbeeinträchtigten Zustand und zeigen die typische Vegetation. Sie fließen teils leicht mäandrierend auf steinig-kiesiger Sohle, sind oft eingekerbt und haben streckenweise auch Steilufer ausgebildet. Die vielfältig strukturierten Laubwälder tragen erheblich zu einer Bereicherung an Lebensräumen in diesem großflächig von Nadelwäldern dominierten Umfeld der Südabdachung des Arnsberger Waldes zwischen Uentrop und Wildshausen bei.“
Als zusätzliche Entwicklungsmaßnahme führt der Landschaftsplan aus, dass nicht bodenständige Baumarten (Fichten), insbesondere in Sonderstandorten wie Tälern und auf Moorböden, aktiv entfernt werden sollen. Abweichend vom sonstigen Anbauverbot von Nadelholz darf auf der Waldfläche nordöstlich des Wohnplatzes „Am Damberg“ weiterhin ein Nadelholzanbau einzelstammweise, trupp-, gruppen- oder horstweise mit einem Anteil von maximal 30 % durchgeführt werden.

## Spezielle Schutzzwecke für das NSG
Laut Landschaftsplan erfolgte die Ausweisung zum:
- „Schutz, Erhaltung und Entwicklung von grossen, oft nur über vernetzende Korridore zusammenhängenden Laubwaldgebieten von landesweiter Bedeutung mit seltenen und gefährdeten sowie landschaftsraumtypischen Tier- und Pflanzenarten und deren Lebensstätten;“
- „Erhaltung und Entwicklung flächengroßer, oft starkholzreicher, naturnaher Laubholz-, speziell Hainsimsen-Buchenwälder;“
- „Erhaltung und Entwicklung naturnaher Fließgewässer, deren Auen und bachbegleitenden Erlen-Eschenwäldern;“
- „Schutz und Erhaltung der potentiell natürlichen Lebensgemeinschaften vor dem Hintergrund ihrer Bedeutung als Refugiallebensraum und als Verbundbiotop in einer von Nadelholz dominierten Waldlandschaft;“
- „Entwicklung der Waldgesellschaften durch Umbau des Arteninventars und damit einhergehende optimierende Vernetzung.“
- „Das NSG dient auch der nachhaltigen Sicherung von besonders schutzwürdigen Lebensräumen nach § 30 BNatSchG und von Vorkommen seltener Tierarten.“[1]